# Laephotis robertsi
Laephotis robertsi (Goodman, Taylor, Ratrimomanarivo & Hoofer, 2012) è un pipistrello della famiglia dei Vespertilionidi endemico del Madagascar.

## Descrizione

### Dimensioni
Pipistrello di piccole dimensioni, con la lunghezza totale tra 84 e 93 mm, la lunghezza dell'avambraccio tra 34 e 38 mm, la lunghezza della coda tra 31 e 35 mm, la lunghezza del piede di 6 mm e la lunghezza delle orecchie di 13 mm.

### Aspetto
La pelliccia è lunga ed arruffata. Il colore generale del corpo è cioccolato scuro, con dei riflessi più chiari sul petto. Le orecchie sono bruno-nerastre e ricoperte alla base della superficie dorsale di lunghi peli. Il trago è falciforme, curvato verso l'interno, con l'estremità arrotondata e un incavo profondo alla base del bordo esterno. Le membrane alari sono bruno-nerastre. La coda è lunga ed inclusa completamente nell'ampio uropatagio.

### Ecolocazione
Emette ultrasuoni a basso ciclo di lavoro sotto forma di impulsi di breve durata a frequenza modulata iniziale di 60,3-88,2 kHz, finale di 35,5-39,3 kHz e massima energia a 39,2-44,3 kHz.

## Biologia

### Alimentazione
Si nutre di insetti, principalmente di coleotteri ed in misura minore di imenotteri, lepidotteri, tricotteri ed omotteri.

## Distribuzione e habitat
Questa specie è conosciuta soltanto in due località del Madagascar centro occidentale, nella Provincia di Antananarivo e nel Parco nazionale di Andasibe-Mantadia.
Gli unici tre individui conosciuti sono stati catturati in una spianata in prossimità di una foresta montana relativamente intatta e in una zona agricola con diversi banani.

## Tassonomia
Gli esemplari di questa specie sono stati identificati precedentemente come N.melckorum.

## Conservazione
Questa specie, essendo stata scoperta solo recentemente, non è stata sottoposta ancora a nessun criterio di conservazione.